# کاخ شاهزاده بشتاک
کاخ شاهزاده بشتاک (عربی: قصر الأمير بشتاك) یک الگوی منحصر به فرد از معماری ساختمان در دوره پادشاهی است که توسط شاهزاده سیف الدین باشتاک الناصری تأسیس شده‌است. این کاخ در خیابان معز فاطمیون قاهره قرار دارد. یکی از شاهزاده‌های الناصر (محمد بن قالاوون) که با توطئه امیر قوصون در حکومت سلطان علاءالدین کاجک کشته شد.
شاهزاده بدرالدین بکتاش در ابتدا در این کاخ سکونت داشته و سپس توسط شاهزاده بشتاک خریداری شده‌است و به محوطه اطراف آن که دربرگیرنده یازده مسجد و چهار معبد که از میراث فاطمیان است، اضافه شد.

## تاریخچه
تاریخ ساخت کاخ بشتاک به سال‌های ۱۳۳۹ میلادی - ۷۴۰ هجری بازمی‌گردد. این کاخ پس از زلزله سال ۱۹۹۲ در حال فروپاشی بود، که با همکاری مؤسسه باستان‌شناسی آلمان و هزینه‌ای در حدود ۵۰ میلیون پوند تعمیر شد.

## نماها
کاخ دارای سه نما می‌باشد:

### نمای اصلی
رو به شمال غربی مشرف به خیابان معز است، از سه طبقه تشکیل شده که از لحاظ ساختار به صورت واضح قابل تشخیص نیستند و در درون هم محو می‌شوند نمادی از معجزه هندسه و معماری می‌باشد.

### نمای دوم
رو به شمال شرقی مشرف به درنمادینی متشکل از پنجره‌های کوچکی با روکش فلزی است و دروازه‌های بزرگ که به کاخ منتهی می‌شود.

### نمای سوم
رو به جنوب غربی، مشرف به دادگستری، دارای پله‌های چوبی تزئینی که به در چوبی بزرگی می‌رسد که کندکاری روی آن اشاره به تاریخ و شکل‌گیری قصر دارد.
این کاخ دارای دو طبقه است یک سالن، اصطبل‌ها و انبارهای غله و اتاق خدمتگزاران، طبقه فوقانی شامل سالن، اتاق‌های خواب است و طبقه سوم که پیشتر حرمسرا بوده و الان تخریب شده‌است.
ورودی آن یک محیط چهار گوشه‌ای است که در سمت راست نردبان منتهی به طبقه دوم و سمت چپ راه به اصطبل‌ها و یک هشتی با چاه آب برای استفاده روزانه اسب‌های می‌بود.
ورودی سالن اصلی یک راه پله بدون سقف می‌باشد این سالن دارای چهار ایوان است، سقف آن پوشیده از سنگ مرمر با اشکال هندسی زیبا و و قطعات چوبی منبت شده آویزان تشکیل شده‌است. ایوان شرقی و غربی، که به دلیل داشتن مشبک‌های چوبی فراوان و پنجره‌های گچ‌بری شده و مینا کاری شده برجسته‌تر می‌نمایند. ایوان شمالی و جنوبی حاوی سه تخته بزرگ مثلثی روی ستون‌های مرمر که با پایه و تاج به سبک اسلامی ساخته شده‌است.
در کنار ایوان شرقی، دریچه ای وجود دارد که منتهی به راهرو مشرف به تالار است.

## نگارخانه

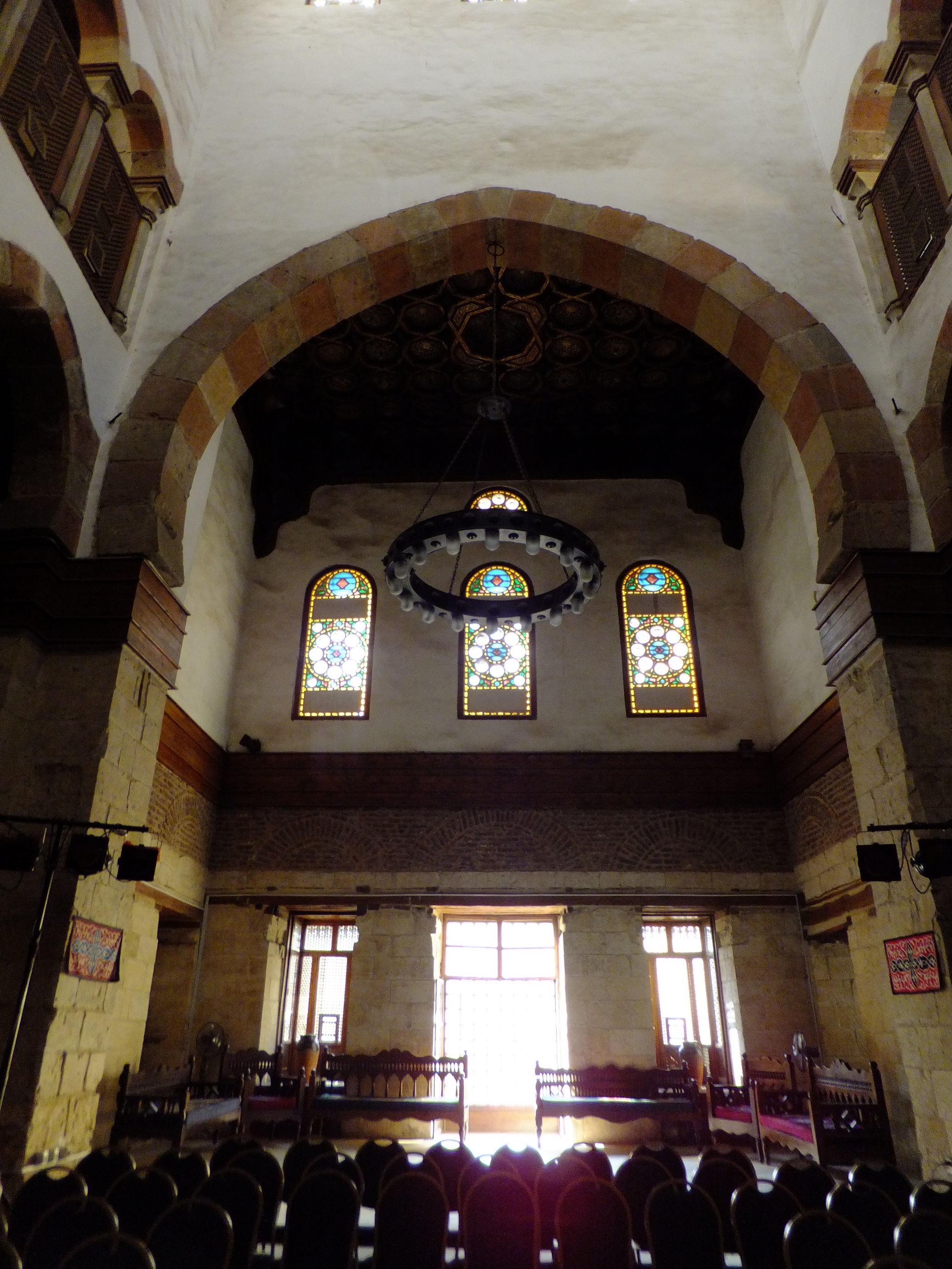
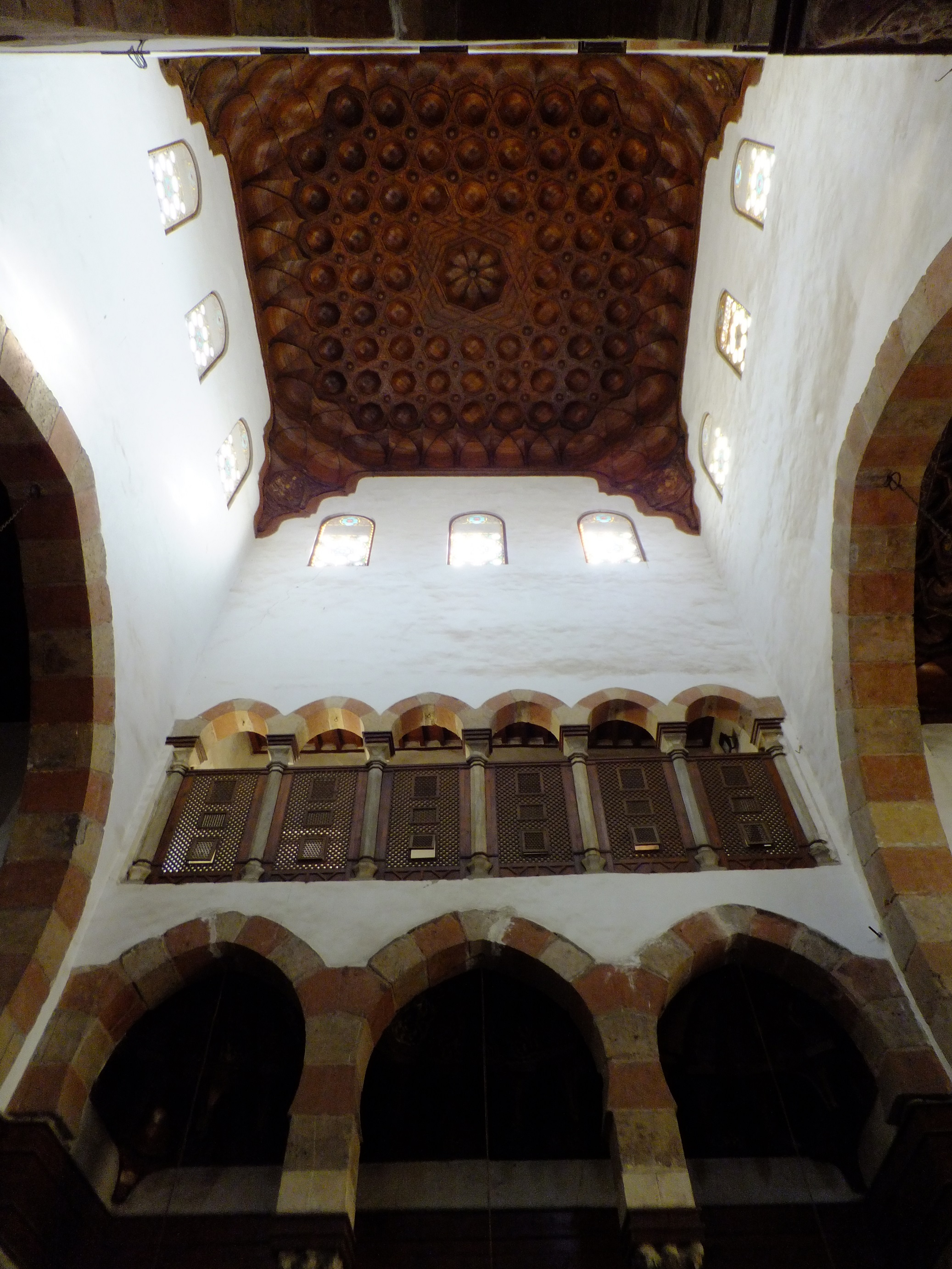
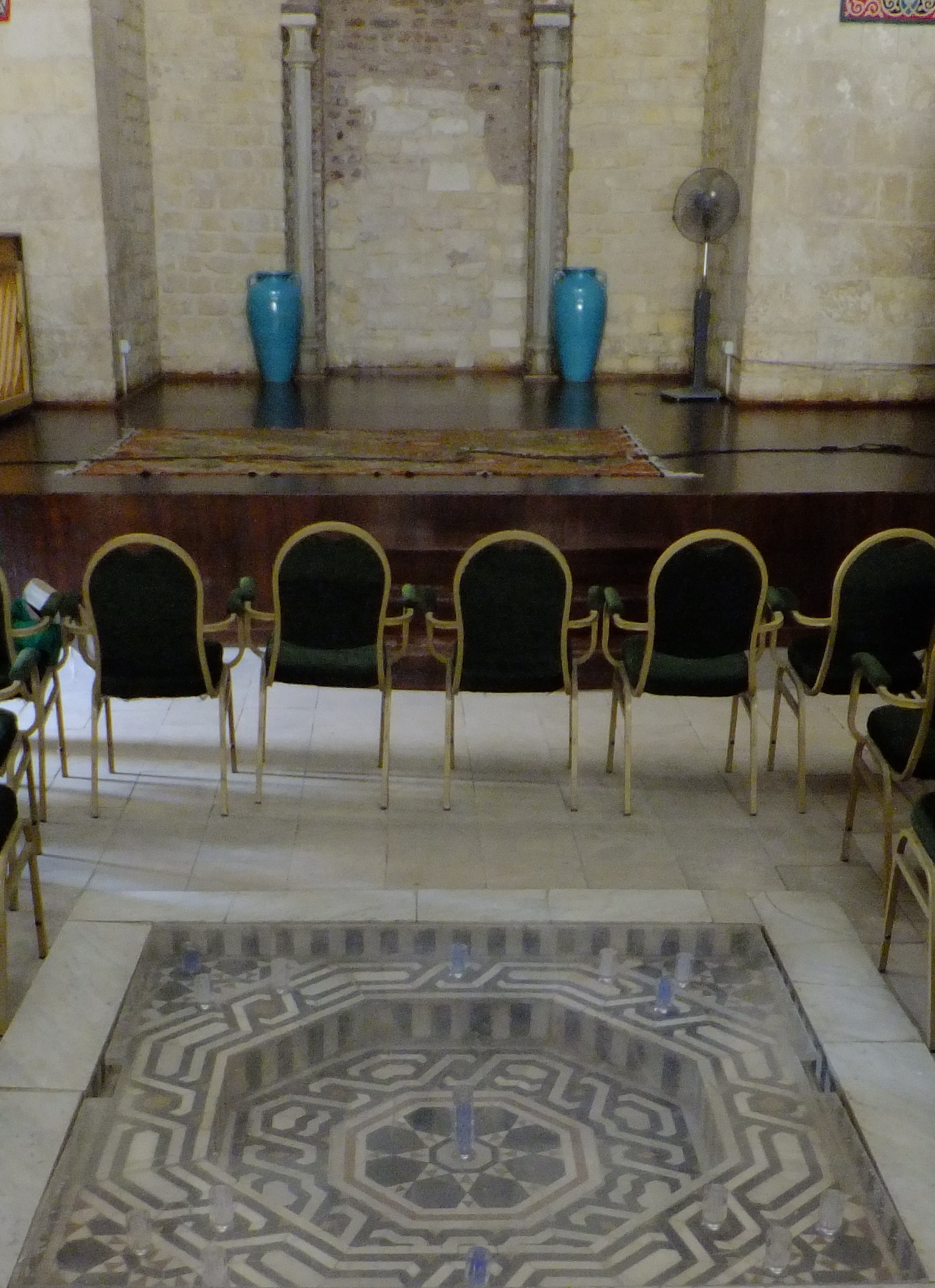
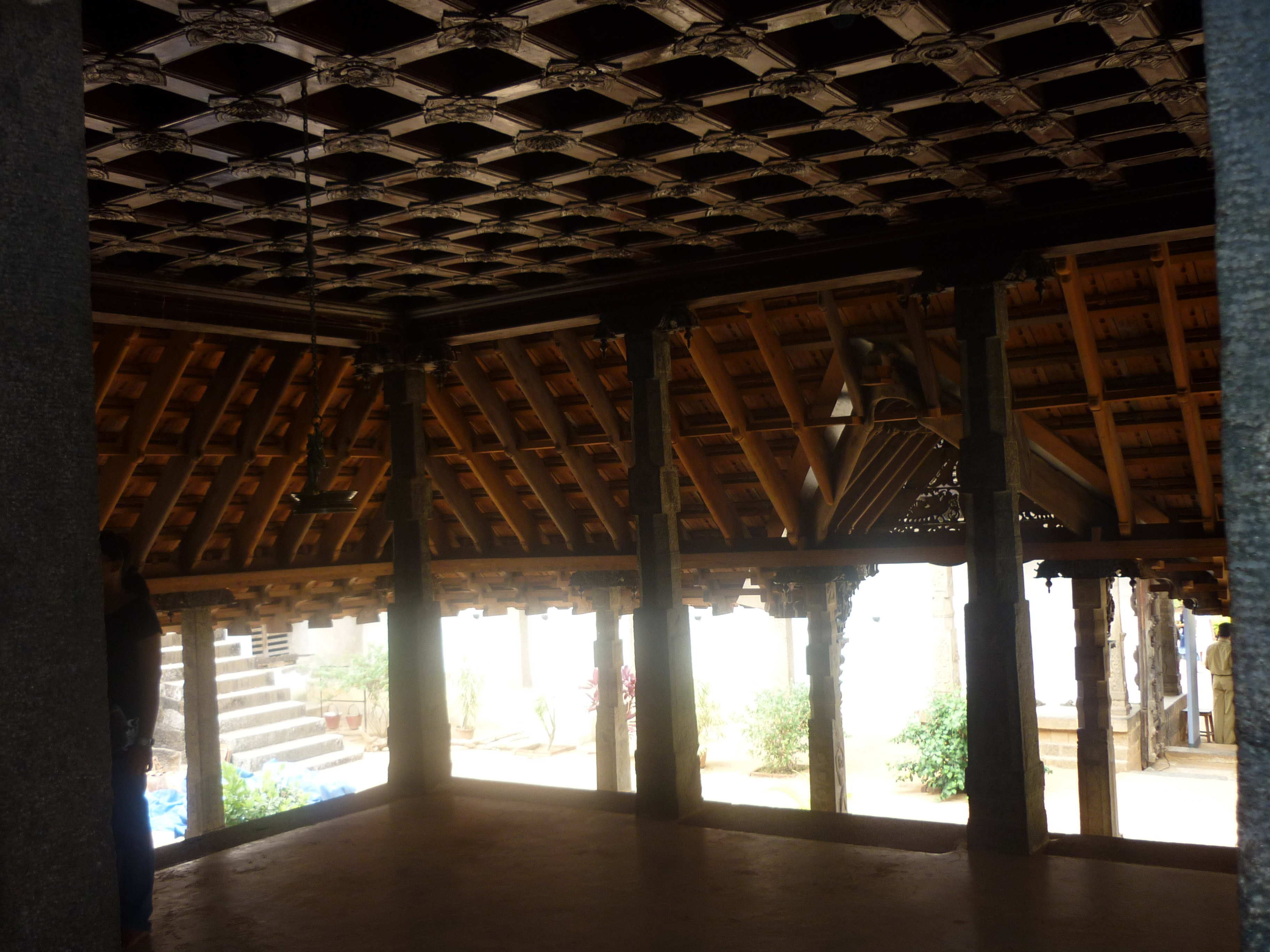
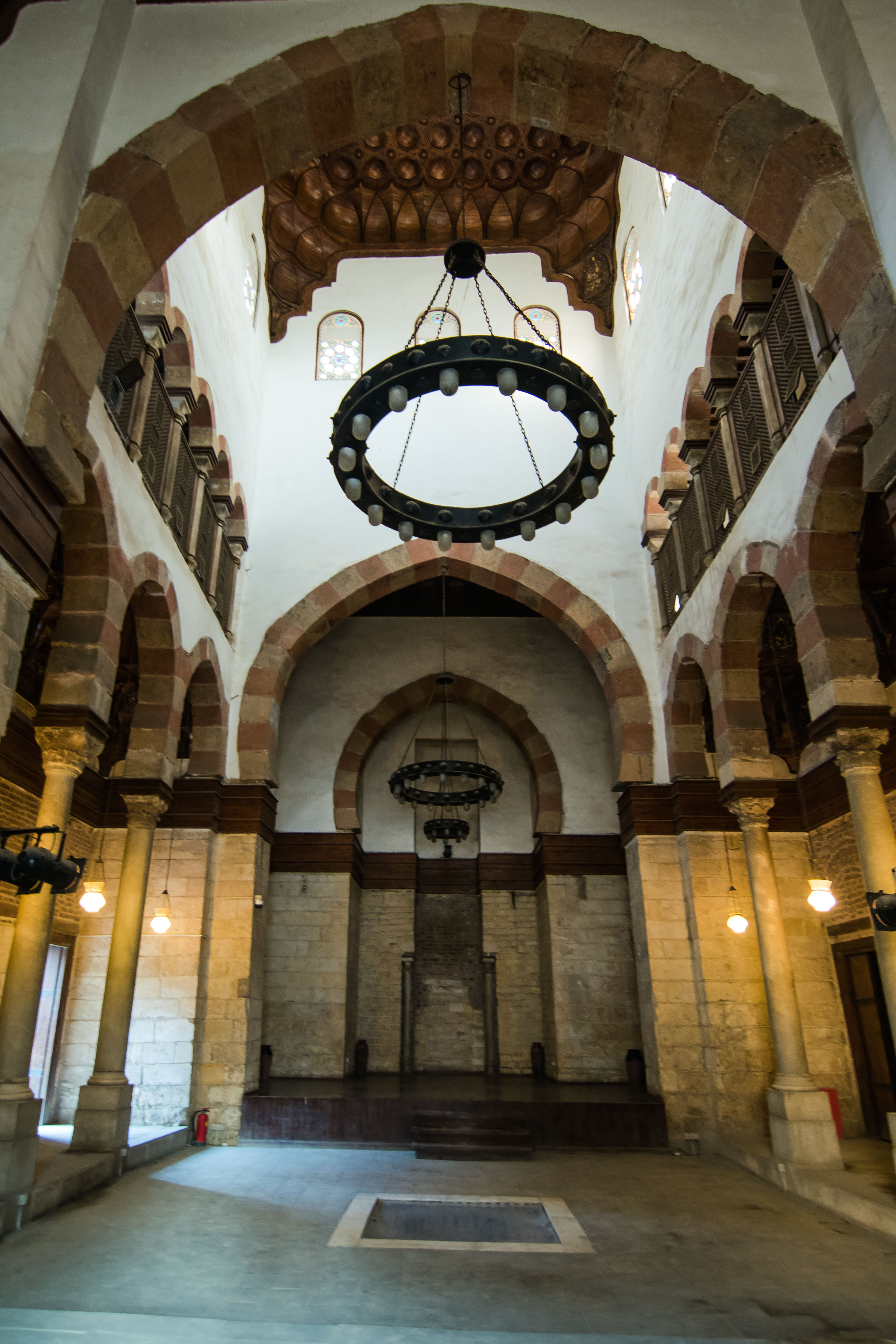
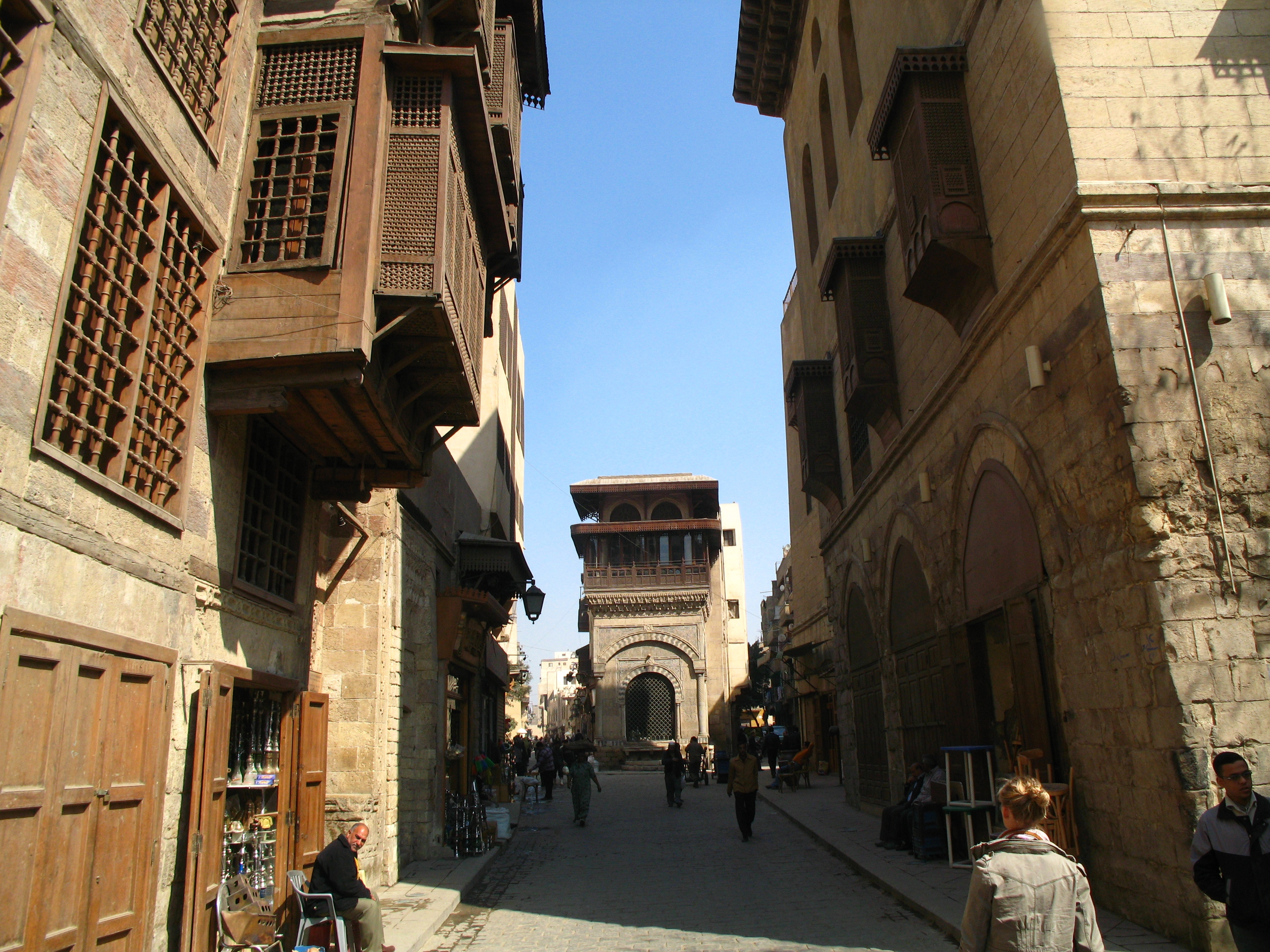
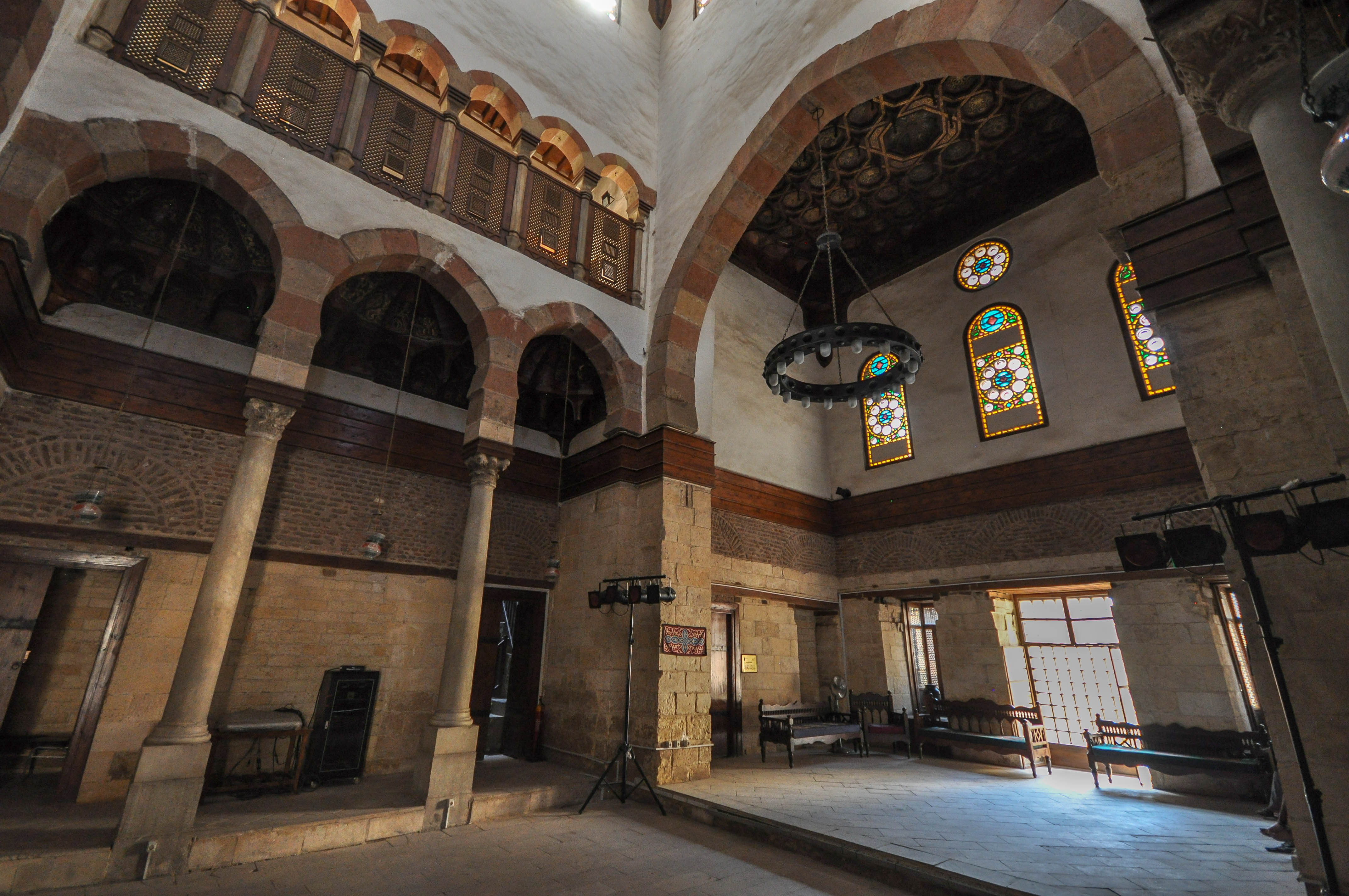
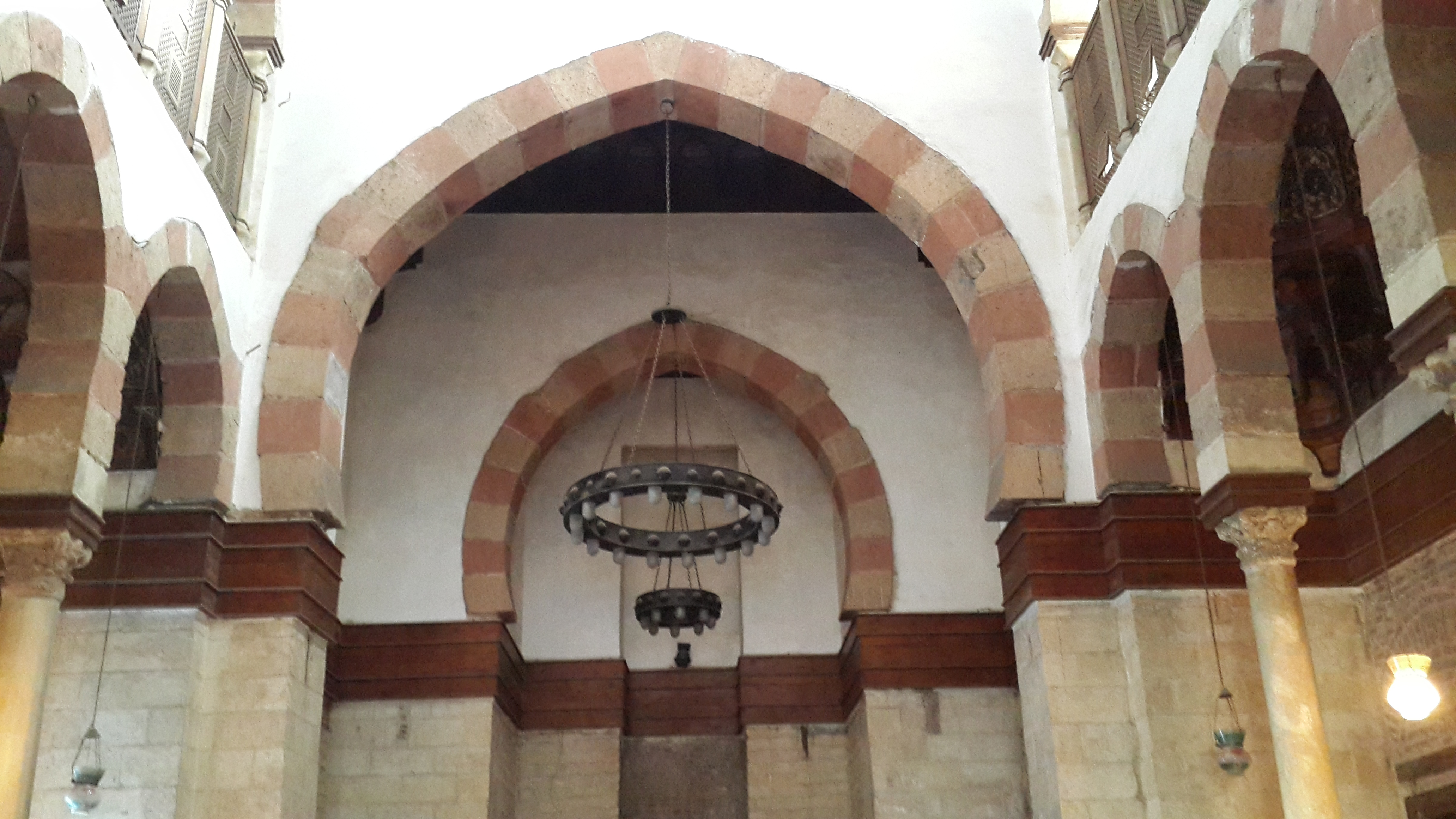
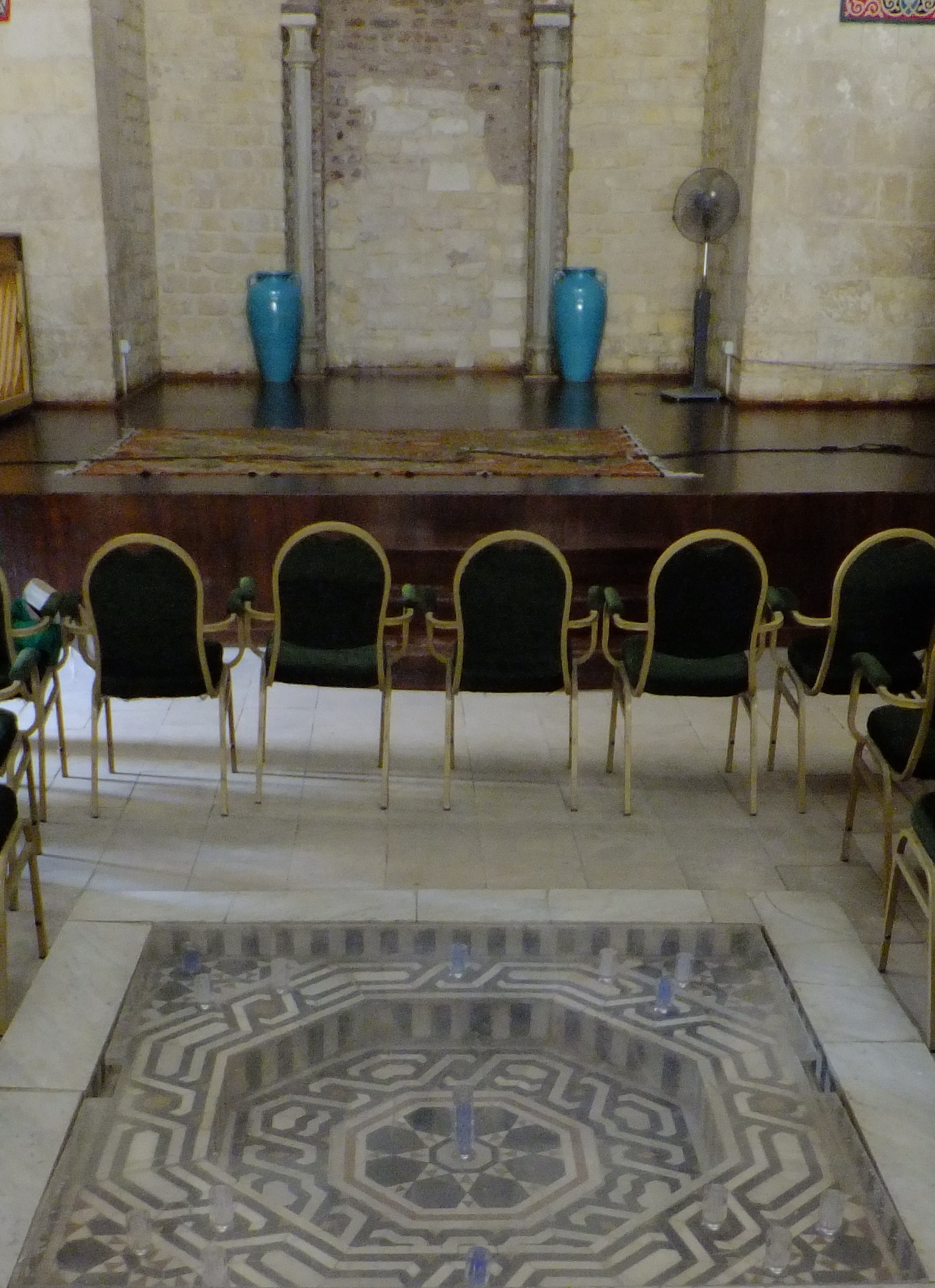